# Urcuray
Urcuray est une ancienne commune française située dans la région Aquitaine et le département des Pyrénées-Atlantiques. Cette ancienne commune est désormais un quartier d'Hasparren.

## Géographie
Urcuray fait partie de la province basque du Labourd.
La côte basque, à l'ouest, est distante de 25 kilomètres.

## Toponymie

### Attestations anciennes
Le toponyme Urcuray apparaît sous la forme Saint-Joseph d'Urcuraye (1662, collations du diocèse de Bayonne).

### Graphie basque
Son nom basque actuel est Urkodoi, souvent réduit à Urkoi.

## Pour approfondir